# Gischa Zayana
Gischa Zayana (3 de mayo de 2005) es una deportista indonesia que compite en bochas adaptadas. Ganó dos medallas en los Juegos Paralímpicos de París 2024.

## Palmarés internacional
| Juegos Paralímpicos | Juegos Paralímpicos | Juegos Paralímpicos | Juegos Paralímpicos     |
| Año                 | Lugar               | Medalla             | Prueba                  |
| ------------------- | ------------------- | ------------------- | ----------------------- |
| 2024                | París (Francia)     | Medalla de plata    | Equipo BC1-2 mixto      |
| 2024                | París (Francia)     | Medalla de bronce   | Individual BC2 femenino |